# Miguel Diab
Miguel Carlos Diab Figoli (Buenos Aires, 16 settembre 1920 – 20 aprile 1994) è stato un cestista uruguaiano.

## Carriera
Con l'Uruguay ha disputato i Giochi olimpici di Londra 1948.